# Theodor Ziegler (Geodät)
Theodor Ziegler (* 1. September 1926 in Augsburg; † 16. Juli 2024 in München) war ein deutscher Geodät, bayerischer Verwaltungsbeamter im Vermessungswesen und Hochschullehrer.

## Ausbildung und Beruf
Nach Teilnahme am Zweiten Weltkrieg und Kriegsgefangenschaft begann Theodor Ziegler 1946 an der Technischen Universität München sein Studium der Geodäsie. Nach dem anschließenden Vorbereitungsdienst legte er 1953 die bayerische Staatsprüfung ab und qualifizierte sich für den höheren vermessungstechnischen Verwaltungsdienst und den höheren Flurbereinigungsdienst. Am Geodätischen Institut der TU München arbeitete er als wissenschaftlicher Assistent und promovierte dort 1959 bei Max Kneissl zum Dr.-Ing.
Im Lauf seiner Karriere als Verwaltungsbeamter wechselte Theodor Ziegler mehrmals zwischen Bayerischem Landesvermessungsamt (BLV) in München und der Vermessungsabteilung im Bayerischen Staatsministerium der Finanzen (StMF). Erste Station seiner Laufbahn im Vermessungsdienst war die Katasterabteilung des Bayerischen Landesamtes für Vermessung. Er wechselte 1966 als Referent in die Vermessungsabteilung des bayerischen Finanzministeriums. Ziegler ging vier Jahre später zurück an das Landesvermessungsamt, dessen Vizepräsident er 1975 wurde. Das Jahr 1977 brachte Ziegler erneut in die Vermessungsabteilung des bayerischen Finanzministeriums, wo er als Leiter dem Personal- und Haushaltsreferat vorstand. Theodor Ziegler wurde 1981 Präsident des Bayerischen Landesvermessungsamtes. In diesem Amt war 1985 Gerfried Appelt sein Nachfolger; Ziegler übernahm als Ministerialdirigent die Leitung der Vermessungsabteilung des bayerischen Finanzministeriums und war damit an der Spitze der bayerischen Vermessungsverwaltung, bis er 1989 in den Ruhestand trat.
Als Lehrbeauftragter leitete Ziegler Veranstaltungen zum Liegenschaftskataster an der Universität der Bundeswehr München und an der Technischen Universität München, die ihn 1987 zum Honorarprofessor ernannte. Er verfasste Ausbildungsschriften zur Geschichte des bayerischen Vermessungswesens, zur Bodenschätzung und zur Einführung in die Abmarkung und weiteren Themen der Geodäsie. Sein Buch Vom Grenzstein zur Landkarte beschreibt allgemeinverständlich Grundbegriffe der Geodäsie sowie Geschichte und Verwaltungsaufbau des bayerischen Vermessungswesens.

## Schriften
- Die bayerischen Soldnerkoordinaten und ihre Genauigkeit. Technische Universität München 1959. (Dissertation)
- Vom Grenzstein zur Landkarte. Die bayerische Landesvermessung in Geschichte und Gegenwart. Wittwer, Stuttgart 1989, ISBN 978-3-87919-668-5 (mit Karikaturen von Heinz Retzer).
- Ausbildungsschriften zu Grundthemen der Geodäsie, herausgegeben vom Bayerischen Landesvermessungsamt zwischen 1974 und 1987.

## Auszeichnungen
- Bundesverdienstkreuz am Bande, 1987
- Soldnermedaille, 2006[3][4]